# Кузнецов, Пётр Павлович
Пётр Павлович Кузнецов (род. 16 января 1956, Саратов) — российский учёный, доктор медицинских наук, профессор. Специалист в области организации, информатизации и экономики здравоохранения.

## Биография
В 1991 году основал и стал учредителем первой в России специализированной медицинской страховой компании «МЕДСТРАХ».
С 1997 года является советником президента Российской академии медицинских наук. В 2011—2013 годах — начальник Управления информатизации и связи со средствами массовой информации РАМН.
Является генеральным директором сетевого медицинского ресурса «Портал РАМН», исполнительным директором некоммерческой организации «Фонд развития персонифицированной медицины», вице-президентом Национальной ассоциации медицинских информатиков, а также руководителем проектного офиса «Цифровая трансформация медицины труда».

## Награды
- Медаль «В память 850-летия Москвы»;
- Памятный знак «20 лет обязательному медицинскому страхованию в Российской Федерации» за добросовестный труд в системе обязательного медицинского страхования[6].

## Редакционная деятельность
- 1993—1996 — основатель и главный редактор журнала «Медицинское страхование».
- 1996 — главный редактор бюллетеня «Цены на медицинские услуги»,
- 1997 — главный редактор справочника по здравоохранению Москвы и двух сборников по медицинскому страхованию в московском регионе.
- 1998 — член экспертного совета журнала «Экономика здравоохранения».
- 2006 — член редакционного совета журнала «Врач и информационные технологии».
- 2008 — член редакционного совета журнала «Здравоохранение».

## Семья
Разведён, имеет четверых детей.

## Биография
Пётр Павлович Кузнецов родился 16 января 1956 года в городе Саратове.
1973 г. — окончил Среднюю школу № 19 в г. Саратове.
1979 г. — окончил лечебный факультет Саратовского медицинского института по специальности «Лечебное дело».
1979—1989 гг. — ординатор, аспирант, младший и старший научный сотрудник кафедры профессиональной патологии и гематологии Саратовского медицинского института.
1989 г. — окончил курс подготовки менеджеров при МИНХ им. Г. В. Плеханова (г. Москва).
1989—1991 гг. — директор Научно-практического медицинского объединения при КМЦ ЦК ВЛКСМ (г. Москва).
1991—2017 гг. — руководитель и совладелец медицинской страховой компании «Медстрах» (г. Москва).
2011—2013 гг. — начальник управления информатизации и связи со средствами массовой информации Российской академии медицинских наук.
2013 г. — директор сетевого медицинского ресурса «Портал РАМН»
2005 г. — по н/в — вице-президент Некоммерческого партнерства «Национальная ассоциация медицинских информатиков».
2011—2019 — профессор кафедры управления и экономики здравоохранения факультета государственного и муниципального управления НИУ «Высшая школа экономики».
2018 г. — по н/в — исполнительный директор Некоммерческой организации «Фонд развития персонифицированной медицины».|access-date=2022-02-23|archive-date=2022-03-14|archive-url=https://web.archive.org/web/20220314162301/https://frpm.ru/%7Cdeadlink=no}}</ref>
2020 г. — по н/в — руководитель проектного офиса «Цифровая трансформация медицины труда» НИИ медицины труда им. академика Н. Ф. Измерова.

## Общественно-полезная деятельность
1990—1991 г. — член рабочей группы по подготовке закона «О медицинском страховании граждан Российской Федерации».
1991 — член инициативной группы создания Ассоциации страховых организаций РФ (в дальнейшем — Всероссийского союза страховщиков), заместитель руководителя комитета медицинского страхования Всероссийского союза страховщиков.
1993 — член инициативной группы создания и вице-президент Российской ассоциации медицинских страховых организаций.
1994 — член инициативной группы создания и вице-президент Московской ассоциации медицинских страховых организаций.
1995—1997 член коллегии Комитета здравоохранения Правительства Москвы.
1997—2006 гг. — советник Президента РАМН.
1998—2003 гг. — помощник председателя Комитета по труду и социальной политике Государственной Думы Российской Федерации Исаева А. К.
1998—2013 — председатель рабочей группы РАМН по развитию информационных технологий.
2001 — член инициативной группы создания Межрегионального союза медицинских страховщиков (МСМС), член президиума МСМС, руководитель подкомитета по расчёту стоимости медицинских услуг.
2005 — соучредитель российской Ассоциации медицинской информатики, ныне вице-президент НП «Национальная ассоциация медицинских информатиков».
2008 — член координационного совета Минздравсоцразвития РФ по подготовке к переходу федеральных медицинских учреждений на работу в условиях формирования государственного заказа на медицинские услуги.
2008 — представитель от РФ в ассамблее международной ассоциации медицинской информатики (IMIA).
2011 — член рабочей группы Президиума Государственного совета Российской Федерации по вопросу о ходе реформирования здравоохранения на региональном и местном уровнях.
2013 — член экспертного совета по информатизации здравоохранения Министерства здравоохранения РФ.
2019 — член ассоциации «Национальная база медицинских знаний».
С 1990 гг. принимал участие в разработке законодательных и нормативных документов Правительства РФ, Минздрава РФ, РАМН. Член рабочих групп и комиссий Российской академии медицинских наук, Минздравсоцразвития и Минздрава России по развитию высокотехнологичных (дорогостоящих) методов лечения в федеральных учреждениях здравоохранения, по развитию информатизации в здравоохранении, по совершенствованию финансирования учреждений здравоохранения и переходу на «государственный заказ» в социальной сфере.
Являлся консультантом Торгово-промышленной палаты Российской Федерации и Государственной инспекции цен Правительства Москвы. Разрабатывал многочисленные приказы и нормативные документы Российской академии медицинских наук и Минздрава России. Выступал на заседаниях Президиума РАМН, коллегиях Минздрава России.

### Педагогическая деятельность
2002—2012 гг. — профессор кафедры организации здравоохранения и общественного здоровья ФУВ МОНИКИ им М. Ф. Владимирского.
2005—2008 гг. — профессор кафедры организации здравоохранения и общественного здоровья с курсом медицинской статистики и информатики ММА им. И. М. Сеченова.
2012 — профессор кафедры управления и экономики здравоохранения факультета государственного и муниципального управления НИУ «Высшая школа экономики».
Под руководством защищены 2 докторских и 2 кандидатских диссертации, выполняются более 10 диссертаций.

### Редакционная деятельность
1993—1996 — основатель и главный редактор журнала «Медицинское страхование».
1996 — главный редактор бюллетеня «Цены на медицинские услуги»,
1997 — главный редактор справочника по здравоохранению Москвы и двух сборников по медицинскому страхованию в московском регионе.
1998 — член экспертного совета журнала «Экономика здравоохранения».
2006 — член редакционного совета журнала «Врач и информационные технологии».
2008 — член редакционного совета журнала «Здравоохранение».

### Монографии
- Единое цифровое окно здоровья. — Москва, издательство Эдитус, 2019., П. Кузнецов
- П. Кузнецов, Ф. Вариченко, «Искусственный интеллект в российской медицине; системы поддержки принятия решений», доклад. М., Издательский дом «Менеджер здравоохранения», 2018, С.140
- Страхование профессиональной ответственности медицинских работников. — Москва, ООО ИД «Менеджер здравоохранения», 2008, 160 с., Р. А. Хальфин, Д. А. Юрьев
- Высокотехнологичная медицинская помощь: проблемы организации и учёта. — М.: ИД «Менеджер здравоохранения», 2008. — 192 с., Хальфин Р. А.
- Информационное обеспечение организации высокотехнологичной медицинской помощи населению. Москва, МЦФЭР, 2007, 219 стр., А. П. Столбов, Е. П. Какорина
- Инновационный отдел в научно-исследовательских медицинских учреждениях: структура, функции, кадровое обеспечение. — Москва, ООО ИД «Менеджер здравоохранения» — 2005, 95 стр., Н. Г. Куракова, А. П. Столбов
- Медицинский информационно-аналитический центр как инструмент стратегического менеджмента в здравоохранении, Москва, Издательство РАМН, 2003, 124 стр.
- Совершенствование финансирования медицинских услуг в учреждениях здравоохранения федерального подчинения, Москва, Издательство РАМН и Российско-американского проекта законодательных инициатив в здравоохранении Бостонского университета. Москва, 2000, 71 стр.
- Ранняя диагностика и профилактика интоксикаций в производствах вискозного корда, капрона, нитрона. Саратов, Издательство Саратовского университета, 1985, 144 стр., В. Я. Шустов, А. Г. Ольховская, В. А. Ильина
- Акрилонитрил. Токсические свойства, гигиеническая оценка. Москва, Всесоюзный НИИ медицинской информатики, 1984, 72 стр., В. Я. Шустов

### Семейное положение
- Разведён, имеет четверых детей.